# تی وی ایرلاینز
تی وی ایرلاینز (به انگلیسی: T'way Airlines) یک شرکت هواپیمایی با کد یاتا TW است که در تاریخ ۱ اوت ۲۰۱۰ میلادی تأسیس شده و در تاریخ ۱ سپتامبر ۲۰۱۰ فعالیتش را آغاز کرده‌است. دفتر مرکزی تی وی ایرلاینز در سئول، کره جنوبی واقع شده‌است و قطب این شرکت هواپیمایی در فرودگاه بین‌المللی گیمپو قرار دارد و به ۱۸ مقصد، پرواز انجام می‌دهد.